# Cladosporium circaea
Cladosporium circaea är en svampart som beskrevs av Y. Qin & Z.Y. Zhang 1999. Cladosporium circaea ingår i släktet Cladosporium och familjen Davidiellaceae.   Inga underarter finns listade i Catalogue of Life.